# Laška vas, Laško
Laška vas este o localitate din comuna Laško, Slovenia, cu o populație de 75 de locuitori.